# منتخب صربيا لكرة السلة 3x3
منتخب صربيا لكرة السلة 3x3 هُو المُنتخب الوطني لجمهورية صربيا في رياضة كرة السلة 3×3. حاز المُنتخب على الميدالية البرونزية خلال مُشاركته في دورة الألعاب الأولمبية الصيفية 2020 في طوكيو.

## الألعاب الأولمبية
| السنة      | المركز              | المُباريات الملعوبة | فوز | خسارة |
| ---------- | ------------------- | ------------------ | --- | ----- |
| طوكيو 2020 | الميدالية البرونزية | 9                  | 8   | 1     |
| المجموع    | 1/1                 | 9                  | 8   | 1     |

## وصلات خارجية
- الموقع الرسمي لاتحاد كرة السلة الصربي باللغة الصربية